# Georges Michaux
Georges Gilain Michaux (Mettet, 25 september 1888 - Montigny-le-Tilleul, 15 november 1940) was een Belgisch volksvertegenwoordiger.

## Levensloop
Michaux promoveerde tot licentiaat in het notariaat aan de Katholieke Universiteit Leuven en werd notaris in Montignies-le-Tilleul.
Hij was gemeenteraadslid van die gemeente van 1920 tot aan zijn dood.
Hij was tweemaal katholiek volksvertegenwoordiger voor het arrondissement Charleroi:
- van 1933 tot 1936,
- van april 1939 tot aan zijn dood. Hij werd in 1944 opgevolgd door Jean Duvieusart.

Michaux was een overtuigd corporatist en was medestichter van het Institut Belge d'Études Corporatives van Charles Anciaux. 
In Charleroi lag hij mee aan de basis van een ziekenkas en van de werkloosheidskas La Prévoyance Montagnarde die gebundeld werden in een sociale centrale onder de naam Concordia, waarvan hij voorzitter was. In 1933 was hij stichtend voorzitter van de alliantie van katholieke middenstanders van Charleroi-Thuin. Hij werkte nauw samen met priester Georges Mariaule, die in 1933 als middenstandsproost werd vrijgesteld door Mgr. Rasneur van Doornik.

## Publicaties
- Alliance des Classes moyennes catholiqes de Charleroi-Thuin. Notre Doctrine Économique, 1934.
- Les classes moyennes dans l'arrondissement de Charleroi-Thuin, in: God en Vaderland, XXXIII, 9, juni 1936.